# Monte Pisano
Pour les articles homonymes, voir Pisano.
Le monte Pisano est une montagne située dans la partie centre-nord de la Toscane, qui sépare Pise de Lucques.
Le Monte Pisano, connu aussi sous la forme plurielle des Monti Pisani, est un système de montagnes de taille modeste, situé dans le centre-nord de la Toscane, entre Pise et Lucques. Le nom correct est au singulier mais le pluriel est plus répandu, il inclut également les montagnes d'Oltreserchio. En fait, les montagnes sont toutes à moins de 1 000 m d'altitude et certaines ressemblent plus à des collines. La plus haute montagne est le Monte Serra (917 m), qui abrite un relais audiovisuel.
Le territoire du Monte Pisano comprend les villes de Buti, Calci, San Giuliano Terme, Vicopisano, Lucques et Capannori. Dans cet espace,  il existe beaucoup de villages médiévaux et des vestiges de fortifications. Sont à remarquer notamment le bourg de Vicopisano, la forteresse en ruines de la Rocca della Verruca, la chartreuse de Pise, également connu sous le nom Chartreuse de Calci, l'église et le monastère de Santa Maria di Mirteto, le château de Vecchiano, l'aqueduc des Médicis. La localité de Ripafratta, avec sa forteresse, située au nord-ouest de la chaîne marque la frontière entre la plaine de Lucques, la plaine de Pise, et la chaîne des Alpes Apuanes.
Les oliveraies sont très nombreuses pour l'extraction de l'huile. Jusqu'à octobre, les montagnes sont également riches en diverses espèces de champignons, dont le bolet particulièrement apprécié.
Le Monte Pisano a été exploité pour l'extraction de la pierre depuis l'Antiquité (une bonne partie des pierres utilisées pour le Dôme de Pise provient de San Giuliano Terme), mais l'extraction plus intensive des temps modernes a changé l'apparence de la montagne pour ceux qui l'observent du sud.

## Film tourné au Monte Pisano
- 2006 : Ces rencontres avec eux de Jean-Marie Straub et Danièle Huillet